# Lotte Department Store
Lotte Department Store é uma companhia de departamentos e lojas sul coreana subsidiaria do Lotte Group.

## História
Foi estabelecida em 1979, em Seul

## Lojas
Seul

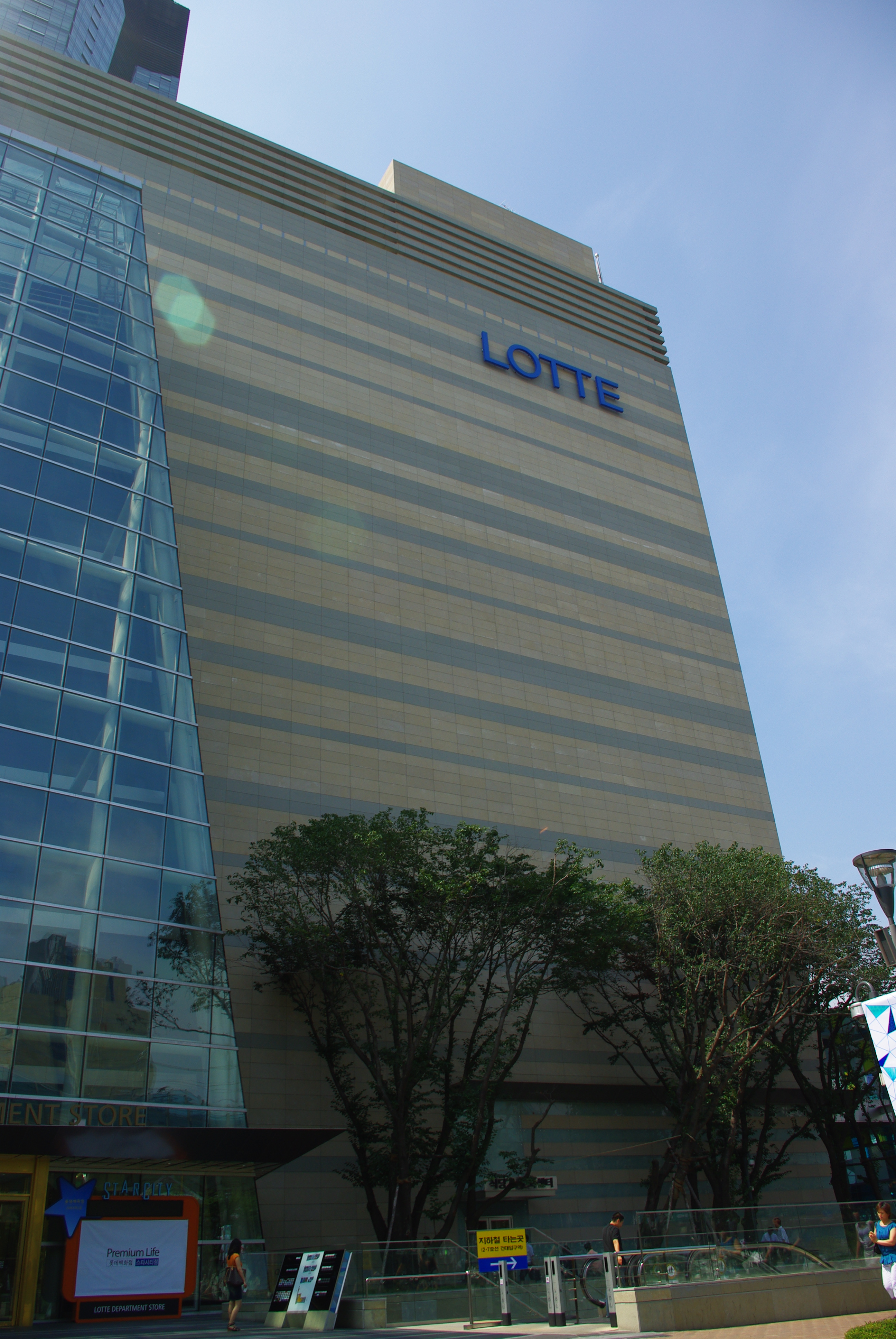
Lotte Department store na Star City, aberta em 2008

- Principal Store (본점), Young Plaza Myeondong (명동 영플라자) & Avenuel Main Store (에비뉴엘 본점) em Jung-gu, Seoul
- Jamsil Store (잠실점) & Avenuel World Tower (에비뉴엘 월드타워점) em Songpa-gu, Seoul
- Yeongdeungpo Store (영등포점) em Yeongdeungpo-gu, Seoul
- Cheongnyangni Store (청량리점) & Lotte Cheongnyangni Plaza (롯데 청량리 플라자) em Dongdaemun-gu, Seoul
- Gwanak Store (관악점) em Gwanak-gu, Seoul
- Gangnam Store (강남점) em Gangnam-gu, Seoul
- Nowon Store (노원점) em Nowon-gu, Seoul
- Mia Store (미아점) em Gangbuk-gu, Seoul
- Star City Store (스타시티점) em Gwangjin-gu, Seoul